# 1666

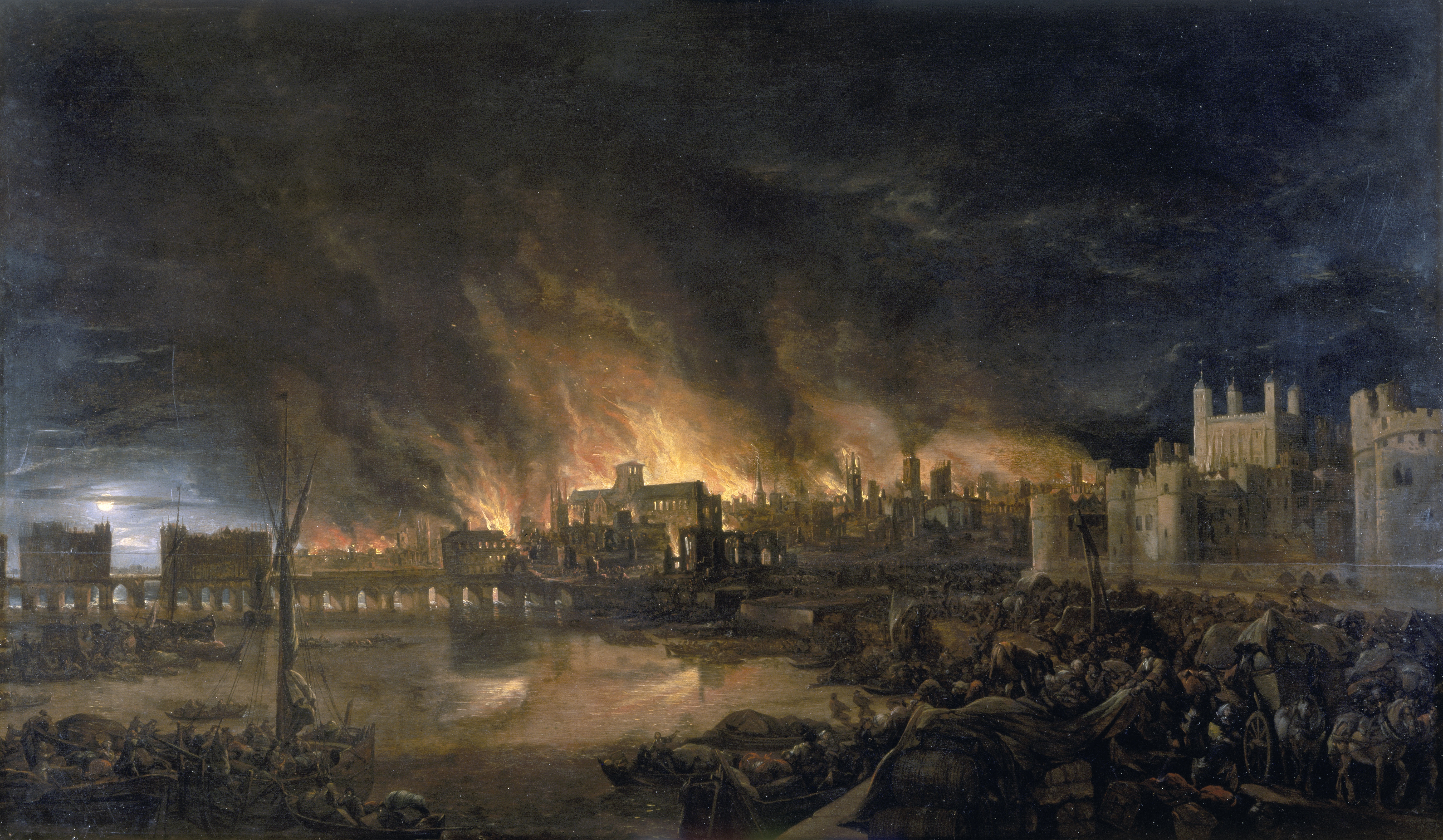
Detalhe de um quadro de 1666, de autor desconhecido, retratando o grande incêndio de Londres em 1666. Além da Velha ponte de Londres distinguem-se várias igrejas como a velha catedral de São Paulo.

- Wikisource

| Calendário gregoriano                                                        | 1666 MDCLXVI                        |
| Ab urbe condita                                                              | 2419                                |
| Calendário arménio                                                           | 1115 – 1116                         |
| Calendário bahá'í                                                            | -178 – -177                         |
| Calendário budista                                                           | 2210                                |
| Calendário chinês                                                            | 4362 – 4363 Início a 4 de fevereiro |
| Calendário copta                                                             | 1382 – 1383                         |
| Calendário etíope                                                            | 1658 – 1659                         |
| Calendários hindus - Vikram Samvat - Calendário nacional indiano - Cáli Iuga | 1721 – 1722 1587 – 1588 4766 – 4767 |
| Calendário Holoceno                                                          | 11666                               |
| Calendário islâmico                                                          | 1077 – 1078                         |
| Calendário judaico                                                           | 5426 – 5427                         |
| Calendário persa                                                             | 1044 – 1045                         |
| Calendário rúnico                                                            | 1916                                |
| Calendário solar tailandês                                                   | 2209                                |

1666 (MDCLXVI, na numeração romana) foi um ano comum do século XVII do actual Calendário Gregoriano, da Era de Cristo,  e a sua letra dominical foi C, teve 52 semanas,  início a uma sexta-feira e terminou também a uma sexta-feira.
| Ano completo                       |
| ---------------------------------- |
| Ano comum com início à sexta-feira |

## Eventos
- Publicação de "O Misantropo", por Molière.
- Última epidemia de peste negra em Londres.
- Ocorre o Grande Incêndio de Londres, no dia 2 de Setembro. No final do incêndio, 85% da cidade estava destruída e segundo relatórios da época, menos de uma dúzia de pessoas morreram.
- No dia 27 de Junho, depois de várias tentativas de casamento falhadas, D. Afonso VI casou por procuração com D. Maria Francisca Isabel de Sabóia. A nova rainha ligou-se ao partido de D. Pedro e afastou o conde da corte.
- Em Paris, fundação da Academia de Ciências.
- Época de construção dos violinos Stradivarius.
- Registo de se encontrar construído em lugar alto, destacado e visível a partir do mar, sobre a vila da Calheta, ilha de São Jorge, uma forca que durou até pelo menos este ano e que tinha por finalidade servir de aviso à ameaça representada pelos piratas e corsários que se aproximassem da povoação.

## Nascimentos
- 12 de Abril - Pierre Le Gros, o Jovem, escultor francês (m. 1719).
- 6 de Agosto - Maria Sofia de Neuburgo, rainha de Portugal (m. 1699).
- 15 de Setembro - Sofia Doroteia de Celle, eleitora de Hanôver (m. 1726).

## Mortes
- 27 de fevereiro - Luísa de Gusmão, rainha de Portugal (n. 1613)
- 24 de agosto - Francisco Manuel de Melo, escritor, político e militar português (n. 1608).
- 25 ou 26 de Outubro - Abas II, foi Xá da Pérsia, (n. 1632).
- 21 de setembro - teste de morte, edição simples.

## Por tema
- 1666 na ciência
- 1666 na literatura